# Juan Cárdenas Arroyo
Juan Cárdenas Arroyo (Popayán, 12 de agosto de 1939-15 de diciembre de 2024) fue un pintor y dibujante colombiano.

## Biografía
Juan Cardenas Arroyo, nació el 12 de agosto de 1939, en Bogotá, Colombia, fue el segundo de seis hijos del matrimonio de Jorge Cárdenas Nannetti y Margarita Arroyo Arboleda, oriundos de Popayán. 
La familia Cardenas Arroyo viaja a Estados Unidos en el año 1947, donde se establece en Pelham, condado de Westchester, estado de Nueva York. En septiembre de este año empieza la primaria en el Colonial School de Pelham, N.Y., en 1958 termina la escuela secundaria en Pelham Memorial High School. Inició sus estudios de Bellas Artes en Rhode Island School of Desing, en Providence, Rhode Island. En 1961 la familia se traslada a México.
En 1962 termina sus estudios de arte y obtiene el título de Bachelor of Fine Arts (BFA) en Rhode Island School of Design. Participa por primera vez en exposiciones colectivas, en Rensselar Polytechnic Institute y en De-Toro-Tonoff Gallery, ambas en Providence.
En 1963 es llamado a prestar servicio millitar en el Ejército de los Estados Unidos, es asignado al 70th Engineer Batallion (Combat Engineers) de la 10th Airborn Division domiciliada en Ft. Campbell, Kentucky, donde participa en las maniobras militares para preservar el orden durante los disturbios causados por las demostraciones en pro de los derechos civiles. Dos años más tarde termina el servicio militar y regresa de vacaciones a Colombia, donde decide quedarse. Comienza a ejercer el periodismo como caricaturista político en los periódicos El Tiempo, La República y El Espacio y la revista Flash.
Su primera exposición de caricaturas y dibujos fue en 1967 en el Centro Colombo Alemán, en la que exhibe caricaturas de la actualidad política, desempeñó como profesor de pintura, dibujo y anatomía, tras la propuesta de Juan Antonio Roda de cátedra de dibujo anatómico y dibujo artístico en la Escuela de Artes de la Universidad de los Andes en Bogotá, allí conoció a su futura esposa, Mónica Meira-Serantes. Cárdenas llevaba a sus alumnos a dibujar cadáveres en la Facultad de Medicina de la universidad Javeriana, experiencia que suspende ante la repugnancia que sus alumnos sentían cuando veían los órganos humanos flotando en tinas de formol.
En 1971 es incluido en la muestra "Grabadores y Dibujantes de Colombia" en la biblioteca Luis Ángel Arango de Bogotá y en la I Bienal de Artes Gráficas del Museo La Tertulia de Cali, Colombia. Participa en el XXII Salón Nacional. El 8 de diciembre del 1971 contrae matrimonio con Mónica Meira-Serantes. 
En 1973 realiza su primera exposición individual en el Museo de Arte Moderno de Bogotá. La biblioteca Luis Ángel Arango lo incluye en una exposición colectiva, y en "32 artistas Colombianos de Hoy" del Museo de Arte Moderno de Bogotá. La galería Conkright de Caracas lo incluye en una exposición colectiva, donde al año siguiente expone su obra en la Feria de Basilea, Suiza, además es incluido en una exposición colectiva de la Galería Cien de Bogotá.